# Kleinmachnow
Kleinmachnow är en kommun och ort i Tyskland, belägen i Landkreis Potsdam-Mittelmark i förbundslandet Brandenburg.  Orten utgör en förort i Berlin/Brandenburgs storstadsområde, omedelbart sydväst om Berlins stadsgräns.

## Geografi

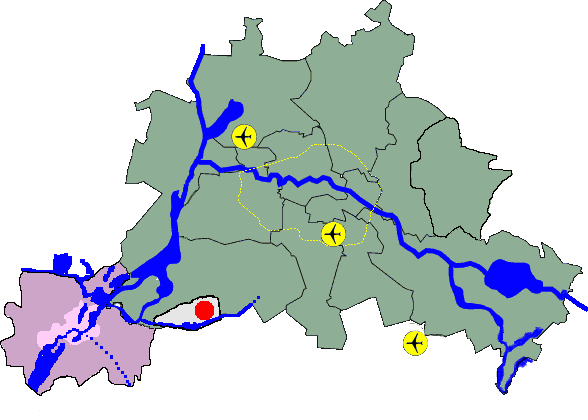
Kleinmachnows läge (röd punkt) i förhållande till Berlin (grön) och Potsdam (rosa).

Kommunen gränsar i norr till stadsdelsområdet Steglitz-Zehlendorf i förbundslandet Berlin och i söder till kommunen Stahnsdorf och staden Teltow i Landkreis Potsdam-Mittelmark.

## Historia
Ortnamnet Machnow tros ha slaviskt ursprung och syftar på en bosättning vid en sumpmark. Sumpmarken bildades av vattendraget Bäke, som idag till större delen ersatts av Teltowkanalen. Byn kom senare att kallas Klein Machnow för att särskilja den från andra byar med liknande namn. Vid Bäke uppfördes en befästning vid ett vadställe under markgrevskapet Brandenburgs kolonisation på 1100- och 1200-talet. Denna ersattes snart av en ny borg som övervakade en kavelbro genom sumpmarkerna. I kejsar Karl IV:s landbok från 1375 omnämns orten som Parva Machenow. Adelssläkten von Hake förblev ägare till godset fram till 1930-talet, och lät bland annat bygga bykyrkan i slutet av 1500-talet, som en av de äldsta kyrkorna i Brandenburg som uppförts som protestantisk kyrka. Av det medeltida befästa huset och den gamla herrgården återstår idag endast en portal och ruiner i närheten av bykyrkan på Machnower Sees södra sida. En ny herrgård, Neue Hakeburg, uppfördes i början av 1900-talet norr om sjön.
Vid orten finns en större slussanläggning i Teltowkanalen, anlagd 1906.  Orten förvandlades under början av 1900-talet från en lantlig by till en villaförort till Berlin.
Neue Hakeburg såldes av släkten von Hake till nazityska Reichspost 1936 på grund av finansiella problem. Fram till 1945 fungerade herrgården som tjänstebostad för rikspostministern Wilhelm Ohnesorge och som forskningscentrum för utveckling av bland annat kommunikationsutrustning. Den norske författaren och krigskorrespondenten Nordahl Grieg omkom tillsammans med den övriga besättningen när ett brittiskt Lancasterbombplan sköts ner vid Machnower See 1943.  På platsen finns idag ett minnesmärke, invigt 2003.
Kleinmachnow tillhörde Östtyskland 1949-1990 och var mellan 1961 och 1989 avskilt från de angränsande stadsdelarna i Västberlin genom Berlinmuren. Vid Checkpoint Bravo i Dreilinden på gränsen till Västberlin fanns under denna period en gränsövergång mellan Västberlin och DDR, avsedd för transittrafik mellan Västtyskland och Västberlin. Herrgården Neue Hakeburg användes av SED som partihögskola och senare som gästbostad åt besökande toppolitiker som Nikita Chrustjev, Fidel Castro, Yassir Arafat och Michail Gorbatjov.
Sedan Tysklands återförening 1990 har orten haft en kraftig befolkningstillväxt i egenskap av attraktiv villaförort till Berlin, med omfattande nybyggnation av bostäder och arbetsplatser.  Efter återföreningen uppstod många rättsliga tvister i orten, omkring återlämnande av hus som konfiskerats av DDR-staten när ägarna flytt till Västtyskland.

## Kända ortsbor
- Tina Bara (född 1962), fotograf.
- Susanne Bormann (född 1979), skådespelerska.
- Lily Braun (1865-1915), författare, kvinnosakskämpe och socialdemokratisk politiker.
- Deborah Kaufmann (född 1970) skådespelerska.
- Carsten Ohle (född 1968), handbollsspelare.
- Tobias Schenke (född 1981), skådespelare.
- Philipp Walsleben (född 1987), tävlingscyklist.
- Kurt Weill (1900-1950), kompositör, bosatt 1932-1933 i Kleinmachnow.
- Christa Wolf (1929-2011), författare, under en period bosatt i Kleinmachnow.